# Mezinárodní mistrovství České republiky v rallye 2011
Mezinárodní mistrovství České republiky v rallye 2011 zahrnovalo celkem sedm podniků. Zvítězila posádka Roman Kresta/Petr Gross se Škodou Fabií S2000 z Adell Mogul Racing Teamu.

## Kalendář
| Pořadí | Datum          | Název                                 | Centrum           |
| ------ | -------------- | ------------------------------------- | ----------------- |
| 1.     | 25.–26. března | 30. Bonver Valašská Rally 2011        | Valašské Meziříčí |
| 2.     | 7.–9. dubna    | 46. Mogul Rallye Šumava Klatovy 2011  | Klatovy           |
| 3.     | 27.–28. května | 39. Rallye Český Krumlov 2011         | Český Krumlov     |
| 4.     | 10.–11. června | 7. Agrotec Mogul Rally Hustopeče 2011 | Hustopeče         |
| 5.     | 1.–3. července | 38. Rally Bohemia 2011                | Mladá Boleslav    |
| 6.     | 26.–28. srpna  | 41. Barum Czech Rally Zlín 2011       | Zlín              |
| 7.     | 23.–24. října  | 33. Rallye Příbram 2011               | Příbram           |

## Posádky
| Tým                               | Vůz                         | Jezdec             | Spolujezdec       | Rallye    |
| --------------------------------- | --------------------------- | ------------------ | ----------------- | --------- |
| Škoda Motorsport                  | Škoda Fabia S2000           | Jan Kopecký        | Petr Starý        | 1, 4, 6   |
| Škoda Motorsport                  | Škoda Fabia S2000           | Freddy Loix        | Frederic Miclotte | 5-6       |
| Antonín Tlusťák                   | Škoda Fabia S2000           | Antonín Tlusťák    | Jan Škaloud       | 1, 3, 6   |
| Adell Mogul Racing Team           | Škoda Fabia S2000           | Roman Kresta       | Petr Gross        | 1-7       |
| TRT Czech Rally Sport             | Škoda Fabia S2000           | Roman Odložilík    | Martin Tureček    | 1-3, 5-7  |
| Rufa Sport                        | Škoda Fabia S2000           | Tomáš Kostka       | Vít Voušť         | 6         |
| Peugeot Delimax Total Team        | Peugeot 207 S2000           | Pavel Valoušek     | Zdeněk Hrůza      | 1-6       |
| Hroch Rally Team                  | Peugeot 207 S2000           | Josef Peták        | Alena Benešová    | 1-3, 5-7  |
| Deštrukprojekt Racing             | Peugeot 207 S2000           | Lukáš Lapdavský    | Julius Lapdavský  | 4-7       |
| Jan Dohnal                        | Peugeot 207 S2000           | Jan Dohnal         | Tomáš Grega       | 5, 7      |
| Cersanit Rally Team               | Ford Fiesta S2000           | Michal Solowow     | Maciej Baran      | 1         |
| Oleksiy Tamrazov                  | Ford Fiesta S2000           | Oleksiy Tamrazov   | Ivan German       | 2, 5      |
| Aaron Burkart                     | Ford Fiesta S2000           | Aaron Burkart      | Jörn Limbach      | 5         |
| EuroOil Čepro Czech National Team | Mitsubishi Lancer Evo IX R4 | Václav Pech mladší | Petr Uhel         | 2-7       |
| Orsák Rallysport                  | Mitsubishi Lancer Evo IX R4 | Jaroslav Orsák     | Karel Vajík       | 3-7       |
| Racing Service                    | Mitsubishi Lancer Evo IX R4 | Jan Sýkora         | Martina Škardová  | 5         |
| EuroOil Čepro Czech National Team | Mitsubishi Lancer Evo IX    | Václav Pech mladší | Petr Uhel         | 1         |
| Mediasport Team                   | Mitsubishi Lancer Evo IX    | Václav Arazím      | Julius Gál        | 1-7       |
| Orsák Rallysport                  | Mitsubishi Lancer Evo IX    | Jaroslav Orsák     | Karel Vajík       | 1-2       |
| Orsák Rallysport                  | Mitsubishi Lancer Evo IX    | Martin Vlček       | Roman Pešek       | 1-7       |
| Lukasz Habaj                      | Mitsubishi Lancer Evo IX    | Lukasz Habaj       | Jacek Spentany    | 1         |
| BH Capo Car                       | Mitsubishi Lancer Evo IX    | Martin Bujáček     | Marek Omelka      | 1-7       |
| Czech National Team               | Mitsubishi Lancer Evo IX    | Martin Semerád     | Michal Ernst      | 5         |
| AK Rallysport Brno                | Mitsubishi Lancer Evo IX    | Jaromír Tarabus    | Igor Norek        | 6         |
| Czech National Subaru Team        | Subaru Impreza WRX STi      | Vojtěch Štajf      | Petra Řiháková    | 1-7       |
| Czech National Team               | Subaru Impreza WRX STi      | Daniel Běhálek     | Petr Černohorský  | 1-7       |
| Roto                              | Subaru Impreza WRX STi      | Jan Šlehofer       | Renáta Mourková   | 3         |
| Roto                              | Subaru Impreza WRX STi      | Jan Šlehofer       | Tomáš Singer      | 4-7       |
| Impromat Motorsport               | Škoda Fabia R2              | Dušan Kouřil       | Karel Žáček       | 1-4, 6-7  |
| Impromat Motorsport               | Škoda Fabia R2              | Jaromír Tarabus    | Igor Norek        | 1, 5      |
| Impromat Motorsport               | Škoda Fabia R2              | Jan Černý          | Pavel Kohout      | 2-6       |
| Czech National Team               | Citroën DS3 R3T             | Jan Černý          | Pavel Kohout      | 7         |
| Surfin                            | Škoda Fabia                 | Emil Triner        | Kateřina Achsová  | 2-3, 5, 7 |

## Klasifikace jezdců
| Poř. | Jezdec             | VAL | ŠUM | ČKR | HUS | BOH | BAR | PŘÍ | Body |
| ---- | ------------------ | --- | --- | --- | --- | --- | --- | --- | ---- |
| 1.   | Roman Kresta       | 2.  |     | 1.  | 2.  | Ret | 2.  | 1.  | 217  |
| 2.   | Jan Kopecký        | 1.  |     |     | 1.  |     | 1.  |     | 150  |
| 3.   | Václav Pech mladší | 4.  |     | 3.  | 3.  | Ret | Ret | 2.  | 127  |
| 4.   | Pavel Valoušek     | 3.  |     | 2.  | Ret | 1.  | Ret |     | 116  |
| 5.   | Václav Arazim      | 8.  |     | 8.  | 5.  | 2   | 8.  | 8.  | 84   |
| 6.   | Roman Odložilík    | 6.  |     | 5.  |     | Ret | 3.  | 4.  | 72   |
| 7.   | Jaroslav Orsák     | Ret |     | Ret | 4.  | Ret | 4.  | 5.  | 61   |
| 8.   | Daniel Běhálek     | 10. |     | 4.  | 6.  | Ret | 6.  | 7.  | 58   |
| 9.   | Jan Šlehofer       |     |     | Ret | 7.  | 3.  | Ret | 12. | 41   |
| 10.  | Vojtěch Štajf      | 11  |     | 6.  | Ret | 4.  | 11. | Ret | 41   |
| 11.  | Josef Peták        | 9.  |     | 7.  |     | Ret | 13. | 6.  | 31   |
| 12.  | Antonín Tlusťák    | 5.  |     | Ret |     |     | 5.  |     | 30   |
| 13.  | Jan Dohnal         |     |     |     |     | Ret |     | 3.  | 30   |
| 14.  | Martin Bujáček     | 7.  |     | Ret | 8.  | Ret | 7.  |     | 27   |
| 15.  | Jan Černý          |     |     | 10. | Ret | 6.  | Ret | 10. | 23   |
| 16.  | Jaromír Tarabus    | Ret |     |     |     | 5.  | 9.  |     | 21   |
| Pos  | Jezdec             | VAL | ŠUM | ČKR | HUS | BOH | BAR | PŘÍ |      |